# آلباتروس ال۷۳
آلباتروس ال۷۳ (به انگلیسی: Albatros_L_73) یک هواگرد از نوع هواپیمای مسافربری ساخت شرکت آلباتروس فلوکتسایک‌ورک در آلمان است. هواگرد آلباتروس ال۷۳ نخستین پروازش را در ۱۹۲۶ میلادی انجام داد. در مجموع، تعداد ۴ فروند از این هواگرد ساخته شده است.